# Concilio di Cabarsussi
Il concilio di Cabarsussi fu celebrato il 24 giugno 393 a Cabarsussi, località non identificata nella provincia romana della Bizacena, dove si riunì un gruppo di vescovi dissidenti della Chiesa donatista, sostenitori di Massimiano di Cartagine, e per questo motivo chiamati Massimianisti dalle fonti coeve.
La fonte storica principale per la conoscenza di questo concilio e dei suoi precedenti sono gli scritti di Agostino d'Ippona, in particolare il commento al salmo 36, nel quale il santo riporta per intero la lettera sinodale del concilio con le sottoscrizioni episcopali.

## Contesto storico
Attorno al 391/392 era deceduto il vescovo donatista Parmeniano di Cartagine, ed era stato chiamato a succedergli Primiano. Questi, appena consacrato, si attirò l'antipatia e l'opposizione di buona parte del suo clero, a causa del suo atteggiamento tirannico e dispotico. La goccia che fece traboccare il vaso fu la scomunica che Primiano lanciò contro 4 diaconi della sua Chiesa, tra cui Massimiano.
Considerata la scomunica illecita e anticanonica, Massimiano organizzò l'opposizione contro Primiano provocando in questo modo uno scisma all'interno della Chiesa donatista, mentre nello stesso tempo i seniores, ossia gli anziani di Cartagine invocarono un concilio per giudicare il comportamento di Primiano. Un primo concilio fu indetto a Cartagine tra il 392 e il 393, alla presenza di 43 vescovi donatisti della Bizacena. Primiano, che rifiutò di presentarsi, fu condannato all'unanimità, ma gli fu concesso altro tempo per giustificare il suo operato, rimandando così la sentenza definitiva ad un altro concilio. Questo primo concilio si chiuse con l'invio di una lettera sinodale a tutte le comunità donatiste dell'Africa.
Qualche mese dopo, precisamente a giugno del 393, si svolse il secondo concilio, che fu celebrato non più a Cartagine, roccaforte di Primiano, ma a Cabarsussi, località della Bizacena, regione dove maggiore era l'opposizione a Primiano e dove i massimianisti avevano guadagnato terreno.

## Svolgimento del concilio
Il concilio si riunì il 24 giugno 393, alla presenza di oltre un centinaio di vescovi e presieduto da Vittorino di Munaziana.
L'assise conciliare confermò all'unanimità la condanna di Primiano e pronunciò la sua deposizione dalla sede di Cartagine. La lettera sinodale contiene le accuse nei confronti di Primiano. In particolare è ribadito il suo atteggiamento non conforme alle regole canoniche della Chiesa per la scomunica arbitraria di quattro diaconi, tra cui Massimiano. Inoltre ha ammesso alla comunione ecclesiale personaggi chiaramente eretici e scismatici. A Primiano viene anche rinfacciato il suo atteggiamento altezzoso, per il rifiuto di presentarsi al concilio di Cartagine di qualche mese prima. Primiano viene infine accusato di aver consacrato vescovi per sostituire vescovi ancora viventi, di aver usato la forza nei confronti dei suoi preti e di altri vescovi donatisti, provocandone in alcuni casi anche la morte.
Oltre a Primiano, il concilio condannò e minacciò di scomunica tutti i suoi sostenitori, preti, vescovi e laici.

## Fatti successivi
Dopo la riunione di Cabarsussi, in una data ignota, ma prima del 24 aprile 394, i vescovi massimianisti si riunirono a Cartagine e, secondo la tradizione, 12 di loro consacrarono Massimiano nuovo vescovo di Cartagine e primate d'Africa. I vescovi consacranti furono: Vittoriano di Carcabia, Marciano di Sulletto, Beiano di Baia, Salvio di Ausafa, Teodoro di Usula, Donato di Sabrata, Miggino di Elefantaria, Pretestato di Assura, Salvio di Membressa, Valerio di Melzi, Feliciano di Musti e Marziale di Pertusa.
Primiano non si arrese e, appoggiato dalla maggioranza della Chiesa donatista d'Africa, riunì a sua volta un concilio a Bagai il 24 aprile 394, dove, alla presenza di oltre 300 vescovi, condannò il concilio di Cabarsussi, condannò e depose Massimiano e i vescovi che lo consacrarono.

## Elenco dei partecipanti
A più riprese, nei suoi scritti, Agostino riferisce che furono oltre un centinaio i vescovi massimianisti presenti a Cabarsussi Il testo della lettera sinodale contiene due liste di vescovi:
- nel preambolo, un elenco di 39 vescovi, menzionati senza indicazione della sede di appartenenza;[10]
- alla fine, un elenco di 53 vescovi che sottoscrissero la lettera sinodale, con la formula: XX YY episcopus subscripsi, dove con XX è indicato il nome del vescovo e con YY il nome della diocesi di provenienza.[11]

In 6 casi (nn. 7, 16, 34, 37, 38, 44) i vescovi non furono presenti alla firma della lettera sinodale, per la quale delegarono altri membri presenti al concilio.
1. Vittorino di Munaziana
2. Fortunato di Dionisiana
3. Vittoriano di Carcabia
4. Fiorenzo di Adrumeto
5. Miggino di Elefantaria
6. Innocenzo di Tabalta
7. Miggin[12] per Salvio di Membressa
8. Salvio di Ausafa
9. Donato di Sabrata
10. Gemelio di Tambee
11. Pretestato di Assura
12. Massimiano Stabatensis[13]
13. Daziano Camicetensis[14]
14. Donato di Fissiana
15. Teodoro di Usula
16. Vittoriano[15] per Agnosio[16]
17. Donato di Cabarsussi
18. Natalico di Tala[17]
19. Pomponio di Macriana Maggiore
20. Pancrazio Balianensis[18]
21. Ianuario di Acque di Bizacena
22. Secondo di Giocondiana
23. Pascasio di Vico di Augusto
24. Cresconio Titianensis[19]
25. Rogaziano[20]
26. Massimiano di Ermiana
27. Benenato Tugutianensis[21]

1. Ritanus[22]
2. Gaiano di Tiguala
3. Vittorino di Leptis Magna
4. Guntasio di Bennefa
5. Quintasio di Capsa
6. Feliciano di Musti
7. Vittoriano[15] per Miggino[23]
8. Latino di Muzia
9. Proculo di Girba
10. Donato di Sabrata per Marrazio[24]
11. Proculo di Girba per Gallione[25]
12. Secondiano Prisianensis[26]
13. Elpidio di Tisdro
14. Donato di Amudarsa
15. Getulico di Vittoriana
16. Annibonio Robautensis[27]
17. Annibonio per Augendo di Are[28]
18. Tertullo di Avitta Bibba
19. Primuliano[29]
20. Secondino di Aurusuliana
21. Massimo Pittanensis[30]
22. Crescenziano di Nara
23. Donato Belmensis[27]
24. Perseveranzio di Teveste
25. Faustino di Vina
26. Vittore di Altiburo